# Olavi Ahonen
Olavi Ahonen (21 de julio de 1923-1 de septiembre de 2000) fue un actor y comediante finlandés.

## Biografía
Su nombre completo era Kauko Olavi Ahonen, y nació en Jyväskylä, Finlandia, siendo sus padres Otto Ahonen y Hilja Keinola. Ahonen se graduó en la escuela a los 16 años, comenzando después estudios de música en Víborg y Lahti.
Empezó a actuar en el Kaupunginteatteri de Joensuu en 1945, pasando pronto al Kaupunginteatteri de Jyväskylä. Allí conoció a su futura esposa, Rauni Ikäheimo. La pareja se incorporó al Työväen Teatteri de Tampere, bajo la dirección de Eino Salmelainen, en 1951. En dicha ciudad, Ahonen actuó también en el Teatro de verano Pyynikki, donde actuó en la obra Tuntematon sotilas entre 1961 y 1967. En 1967 se mudaron al Kaupunginteatteri de Helsinki, de donde Ahonen se retiró en 1989.
Ahonen fue también un importante actor cinematográfico, aunque su carrera en la gran pantalla progresó con lentitud hasta ser reconocido gracias a su papel de Riitaoja en Tuntematon sotilas (1955). Su primera película fue Niskavuoren Aarne (1954). Entre sus siguientes filmes figuran Elokuu (1956), Virtaset ja Lahtiset (1959), Pojat (1962), Pinsiön parooni (1962), Täällä Pohjantähden alla (1968) y Akseli ja Elina (1970). Sin embargo, en la época, Ahonen seguía actuando en el teatro y no se dedicaba aún totalmente al cine, trabajando también para la Academia de Teatro de la Universidad de las Artes de Helsinki. Entre sus obras teatrales más destacadas figuran La princesa gitana, Noche de reyes, Peer Gynt, Seitsemän veljestä, Don Quijote, Nummisuutarit y la obra infantil Katto-Kassinen. 
Olavi Ahonen actuó también en teatro televisado en los años 1970 a la vez que continuaba su carrera en el cine. Actuó en un total de 13 películas de Spede Pasanen, siendo conocido por encarnar al personaje Hugo Turhapuro, padre de Uuno Turhapuro en alguna de las cintas. Es reconocido como el actor que se adaptó mejor al personaje. Ahonen interpretó principalmente papeles de reparto en el cine, aunque fue protagonista en Viimeinen savotta (1977) y Uunon huikeat poikamiesvuodet maaseudulla (1990). También fue actor de reparto en varias de las entregas de la serie radiofónica de Yleisradi Knalli ja sateenvarjo, en las que encarnó principalmente a Mr. Matthews. 
Entre sus actuaciones televisivas más conocidas figuran las de Valehtelijoiden klubi (1981–1983) y Ruusun aika (1990–1991). Además, protagonizó el aclamado telefilm Tuomas Murasen rikos (1994). Hizo su última actuación televisiva en el telefilm Siivoton juttu (1997).
Por su trayectoria artística, fue premiado en el año 1982 con la Medalla Pro Finlandia.
Olavi Ahonen se casó en 1951 con la actriz Rauni Ikäheimo, la cual falleció en 1997. Ahonen murió en Helsinki, Finlandia, en el año 2000, a causa de un cáncer. Tenía 77 años de edad. Fue enterrado junto a su esposa en el Cementerio Nuevo de Turku.

## Filmografía
- 1954 : Niskavuoren Aarne
- 1955 : Tuntematon sotilas
- 1956 : Elokuu
- 1959 : Virtaset ja Lahtiset
- 1962 : Pinsiön parooni
- 1962 : Pojat
- 1963 : Montserrat, taipumaton (telefilm)
- 1963 : Sipulit (telefilm)
- 1964 : Suuri parjauspuhe kaupungin muurilla (telefilm)
- 1965 : Suutarin tyttäret (telefilm)
- 1965 : Hiltu ja Ragnar (telefilm)
- 1965 : Kiiltojuna TV-65 Tampereelta... (serie TV)
- 1966 : Bellacin Apollo (telefilm)
- 1966 : Neljäs nikama (telefilm)
- 1967 : Puolimatkan krouvi (telefilm)
- 1967 : Oppenheimerin tapaus (telefilm)
- 1967 : Muunnelmia kolmelle miehelle (telefilm)
- 1967 : Kunnon sotamies Svejkin seikkailuja (serie TV)
- 1968 : Jännitysnäytelmä (serie TV)
- 1968 : Skyytien välikohtaus (telefilm)
- 1968 : Lude (telefilm)
- 1968 : Sirkku (telefilm)
- 1968 : Uhkapeli (telefilm)
- 1968 : Äl’ yli päästä perhanaa
- 1968 : Noin 7 veljestä
- 1968 : Täällä Pohjantähden alla
- 1969 : Käännekohta (telefilm)
- 1969 : Viisitoista narua rahaa (telefilm)
- 1969 : Häät (telefilm)
- 1969 : Paluu (telefilm)
- 1969 : Ilokylän tenavakoulussa (telefilm)
- 1969 : Katsokaa tuomaria (telefilm)
- 1969–1970 : Kuten haluatte (serie TV)
- 1970 : Punainen silkkikenkä (serie TV)
- 1970 : Pääluottamusmies (serie TV)
- 1970 : Saaren vangit (telefilm)
- 1970 : Tuomio (telefilm)
- 1970 : Hamlet (telefilm)
- 1970 : Speedy Gonzales – Noin 7 veljeksen poika
- 1970 : Akseli ja Elina
- 1971 : Kahdeksas veljes
- 1971 : Niilon oppivuodet
- 1971 : Hirttämättömät
- 1971 : Eeva (serie TV)
- 1971 : Mummoni ja Mannerheim (serie TV)
- 1972 : Lehtori M (serie TV)
- 1973 : Meiltähän tämä käy
- 1973 : Peukaloisen seikkailut (telefilm)
- 1974 : Robin Hood ja hänen iloiset vekkulinsa Sherwoodin pusikoissa (telefilm)
- 1975 : Orvar Kleinin laillinen ruumis (telefilm)
- 1976 : Iso viulu – kaks' sataa (telefilm)
- 1976 : Kultainen vasikka (telefilm)
- 1976 : Ennen auringonlaskua (telefilm)
- 1976 : Pirkko Mannola Show (serie TV)
- 1977 : Teatterituokio (serie TV)
- 1977-1978 : Koivuharju (serie TV)
- 1977 : Volpone eli Kettu (telefilm)
- 1977 : Häpy Endkö? Eli kuinka Uuno Turhapuro sai niin kauniin ja rikkaan vaimon
- 1977 : Aika hyvä ihmiseksi
- 1977 : Viimeinen savotta
- 1978 : Rautakauppias Uuno Turhapuro – presidentin vävy
- 1978 : Syksyllä kaikki on toisin
- 1978 : Piilopirtti
- 1978 : Karannut hevonen (telefilm)
- 1979 : Matti Väkevä (telefilm)
- 1979 : Ruskan jälkeen
- 1979 : Koeputkiaikuinen ja Simon enkelit
- 1980 : Tulitikkuja lainaamassa
- 1980 : Tup-akka-lakko
- 1980 : Poika ei päässyt sisään (telefilm)
- 1981 : Kauhea murhamies Lalli (telefilm)
- 1981 : Uuno Turhapuron aviokriisi
- 1981 : Pölhölä
- 1981–1983 : Valehtelijoiden klubi (serie TV)
- 1982 : Jousiampuja
- 1982 : Ulvova mylläri
- 1983 : Jon
- 1983 : Koomikko
- 1983 : Pöllönpesäpuut (telefilm)
- 1984 : Take it easy, Pekka (serie TV)
- 1984 : Ollin koppivuodet (serie TV)
- 1986 : Vallan miehet (serie TV)
- 1986 : Huh hellettä! (serie TV)
- 1986 : Uuno Turhapuro muuttaa maalle
- 1987 : Jäähyväiset presidentille
- 1987 : Myrsky (telefilm)
- 1987 : Joulukalenteri (serie TV)
- 1988 : Rakastan, rakastan (serie TV)
- 1988 : Petos
- 1988 : Ihmiselon ihanuus ja kurjuus
- 1989 : Aito Halonen (telefilm)
- 1990 : Irti maasta (telefilm)
- 1990 : Uunon huikeat poikamiesvuodet maaseudulla
- 1990 : Lentsu (serie TV)
- 1990–1991 : Ruusun aika (serie TV)
- 1991 : Tiina (serie TV)
- 1992 : Uuno Turhapuro – Suomen tasavallan herra presidentti
- 1993 : Puhtaat valkeat lakanat (serie TV)
- 1993 : Pimennys (serie TV)
- 1993–1994 : Viimeiset siemenperunat (serie TV)
- 1994 : Kaikki pelissä
- 1994 : Tuomas Murasen rikos (telefilm)
- 1996 : Maigret (serie TV)
- 1997 : Siivoton juttu (telefilm)

### Actor de voz
- 1988–1991 : The New Adventures of Winnie the Pooh
- 1980–1997 : Knalli ja sateenvarjo

## Publicaciones
- Valokiilassa näyttelijä (1988), junto a Pirkko Koski